# Cavarzere
Cavarzere is een gemeente in de Italiaanse provincie Venetië (regio Veneto) en telt 14.577 inwoners (31-12-2013). De oppervlakte bedraagt 140,4 km², de bevolkingsdichtheid is 104 inwoners per km².
De volgende frazioni maken deel uit van de gemeente: Rottanova, San Pietro, Valcerere-Dolfina, Villaggio Busonera, Boscochiaro en Grignella.

## Demografie
Cavarzere telt ongeveer 5970 huishoudens. Het aantal inwoners daalde in de periode 1991-2001 met 7,7% volgens cijfers uit de tienjaarlijkse volkstellingen van ISTAT.
| Jaar | Inwoneraantal |
| ---- | ------------- |
| 1991 | 16.806        |
| 2001 | 15.504        |

## Geografie
Cavarzere grenst aan de volgende gemeenten: Adria (RO), Agna (PD), Anguillara Veneta (PD), Chioggia, Cona, Loreo (RO), Pettorazza Grimani (RO) en San Martino di Venezze (RO).

## Externe link

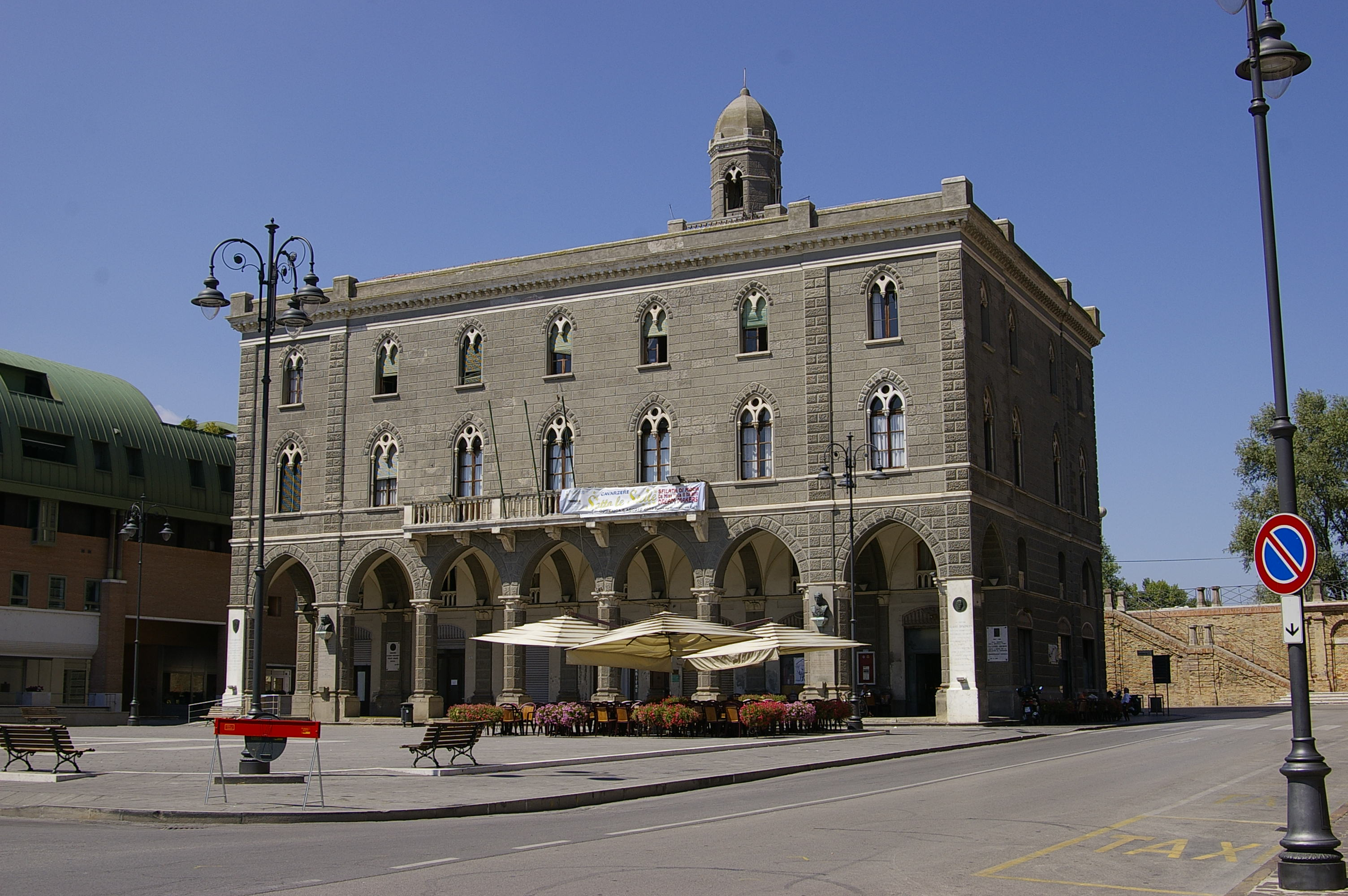
Gemeentehuis

## Geboren
- Sandro Munari (1940), rallyrijder